# Su Xun
Su Xun (22 mai 1009 – 21 mai 1066) est un écrivain de  dynastie Song, connu pour ses essais. Il est considéré comme l'un des Huit Maîtres des Tang et des Song, avec ses fils Su Shi et Su Zhe.
Une histoire connue (popularisée par le texte pour enfant du XIIIe siècle, le Classique des Trois Caractères) rapporte comment
Su Xun (aussi connu comme Su Laoquan) n'a pas commencé à étudier sérieusement jusqu'à ce qu'il soit âgé de 27 ans, un âge considéré comme trop vieux pour commencer à apprendre. Su Xun persévéra et devint un très grand et respecté écrivain.